# Lukáš Žejdl
Lukáš Žejdl (* 7. srpen 1991, Československo) je český hokejista. Hraje na postu útočníka. Hraje je za tým HC Oceláři Třinec (2016) a je na hostování v BK Mladá Boleslav.

## Hráčská kariéra
Statistiky Lukáše Žejdla
- 2005/2006 HC Litvínov - dor. (E)
- 2006/2007 HC Slavia Praha - dor. (E)
- 2007/2008 HC Slavia Praha - dor. (E)
- 2008/2009 HC Slavia Praha - jun. (E)
- 2009/2010 HC Slavia Praha - jun. (E)
- 2010/2011 HC Slavia Praha ELH, HC Berounští Medvědi (1. liga)
- 2011/2012 HC Slavia Praha ELH, HC Most (1. liga), HC Medvědi Beroun 1933 (1. liga)
- 2012/2013 HC Slavia Praha ELH, HC Medvědi Beroun 1933 (1. liga)
- 2013/2014 HC Slavia Praha ELH
- 2014/2015 HC Oceláři Třinec ELH
- 2015/2016 BK Mladá Boleslav (hostování) ELH, k 10.12.2015 HC Oceláři Třinec (zpět z hostování)
- 2016/2017 BK Mladá Boleslav ELH
- 2017/2018 BK Mladá Boleslav ELH
- 2017/2018 BK Mladá Boleslav ELH
- 2018/2019 BK Mladá Boleslav ELH
- 2019/2020 BK Mladá Boleslav, Mountfield HK ELH
- 2020/2021 HC Verva Litvínov
- 2021/2022 HC Slavia Praha (1. liga)